# مقاطعة رابيدز (لويزيانا)
مقاطعة رابيدز (بالإنجليزية: Rapides Parish, Louisiana)‏ هي إحدى مقاطعات ولاية لويزيانا في الولايات المتحدة. تأسست سنة 1807، وتبلغ مساحتها 3527 كم2، بلغ عدد سكانها 131613 نسمة في عام 2010 حسب إحصاء مكتب تعداد الولايات المتحدة وتصل الكثافة السكانية فيها 37 نسمة/كم2.

## معرض صور

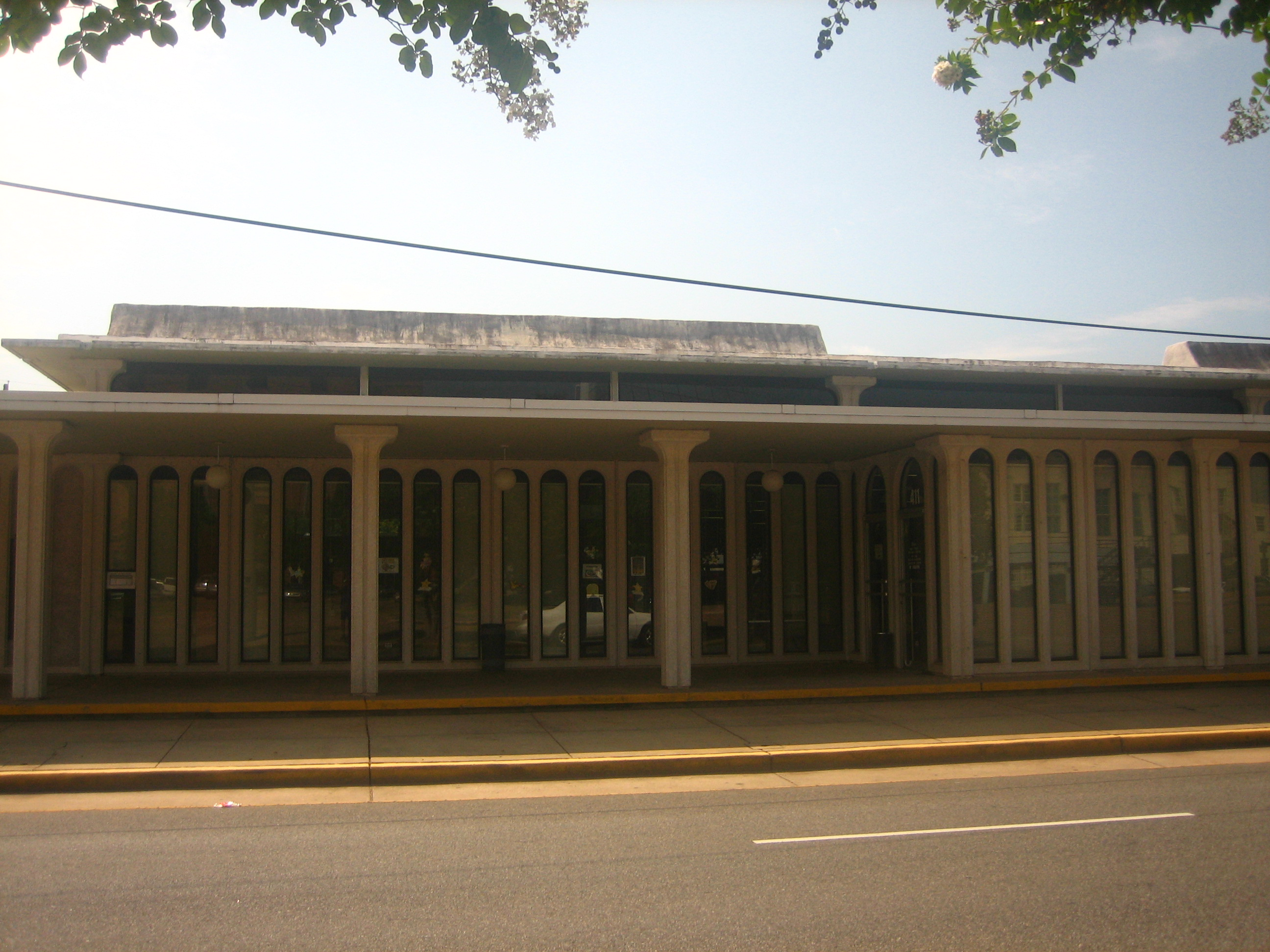
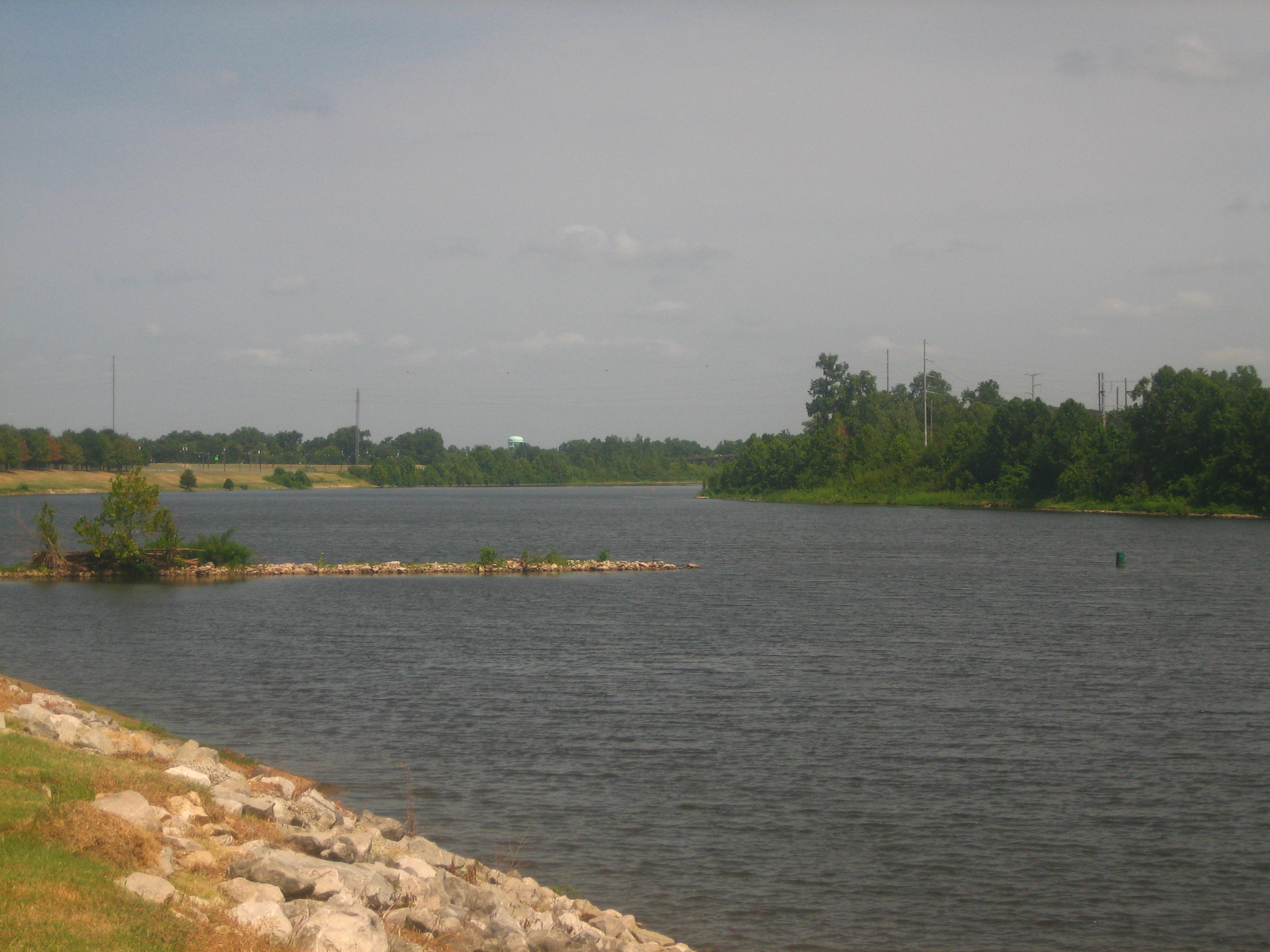
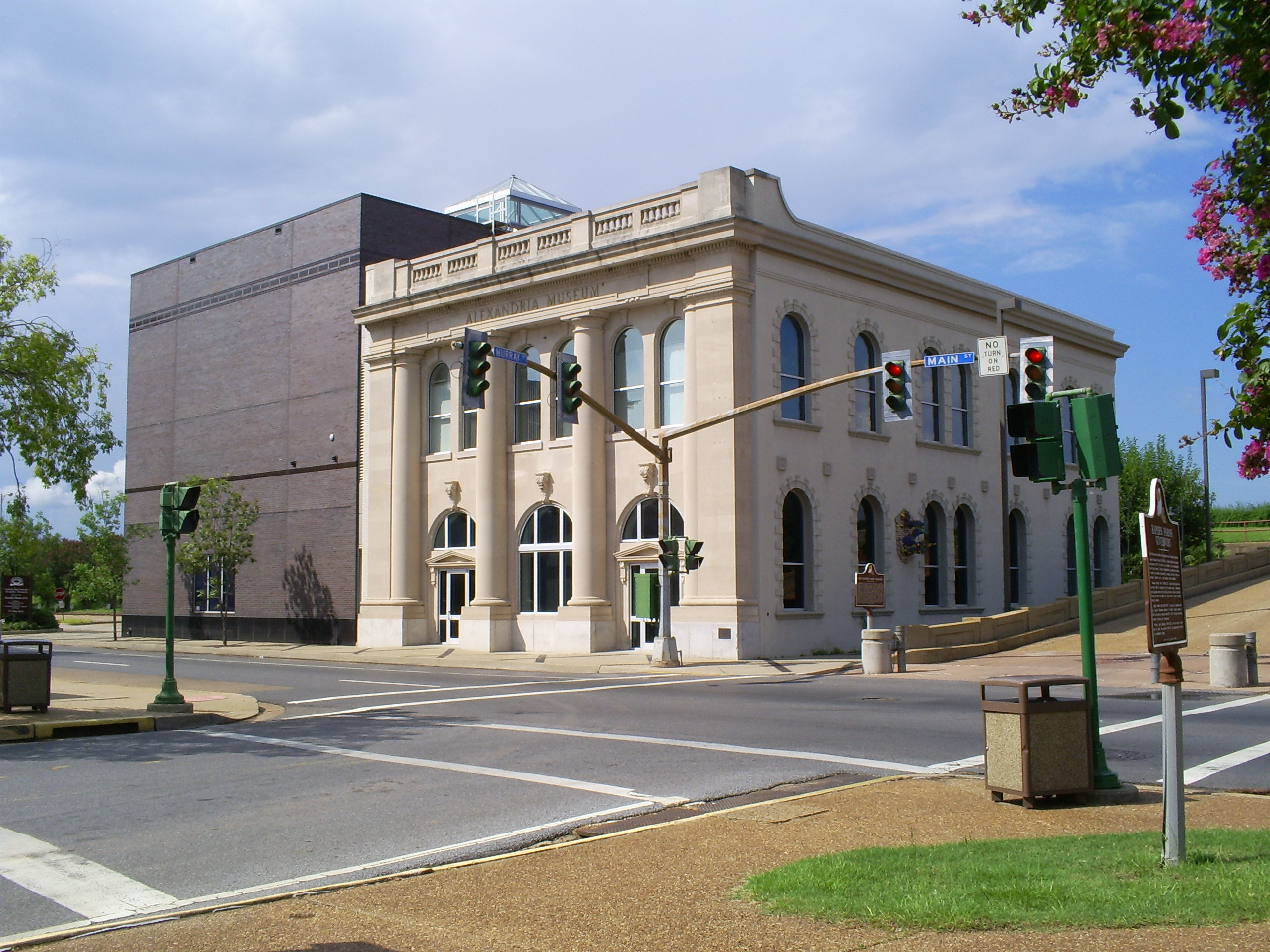

## أعلام
- نيوتن ك. بلانشارد
- لوروا أغسطس ستافورد
- جيمس ماديسون ولز

## وصلات خارجية
- www.rppj.com
- United States Counties